# 杉岡大暉
杉岡大暉（1998年9月8日—），日本足球運動員，日本國家足球隊成員，司職後衛，現效力日職球隊柏雷素爾。

## 俱乐部生涯
2011年，13岁的杉冈大暉加入了FC东京青少年队，3年后，他加入了船桥市立高中，征战日本高中联赛，他当时的队友包括同样入选此次2019年美洲盃大名单的原辉绮。
2017年，杉冈大暉加盟了当时仍处于日乙联赛的湘南比馬。加盟后，杉冈大暉迅速成为了湘南比馬的主力左后卫，在2017年赛季的日乙出场37次，贡献了3球2助攻，并帮助球队夺得2017年日乙冠军升入日职联赛。2018年赛季，作为中后场的杉冈大暉出场36次，贡献了2球2助攻。
本赛季在湘南，他先后出任过左后卫、左边前卫和中场等位置。除了体能好之外，脚法好同样还他的特点，杉冈也是湘南的任意球手。
去年的日本联赛杯决赛中，杉冈大晖就曾经打进一粒精彩的进球，帮助球队获得冠军。日联杯决赛中打进全场唯一进球的湘南后卫杉冈大辉最终当选日联杯决赛的MVP，在自己职业生涯第二个赛季便获得了首个重大赛事个人荣誉，同时也成为历史上第二年轻的日联杯决赛MVP。
鹿岛鹿角对目前效力于湘南比马的日本国奥成员杉冈大晖也表示出了浓厚的兴趣，据媒体推测湘南方面给杉冈大晖设置的违约金大约为2亿日元。
鹿岛鹿角俱乐部官方宣布，湘南比马后卫杉冈大晖加盟球队。
鹿岛鹿角官宣后卫杉冈大晖以租借形式加盟湘南比马，租借合同附有回避条款。

## 國家隊生涯
杉冈大晖是各级别国家队的常客，2017年入选日本U20足球代表队出战2017年国际足协U-20世界盃，效力于湘南比马的杉冈大晖是日本U23国家队主力边后卫。
在2018年夏天的2018年雅加达亚运会上，杉冈大晖作为主力左后卫出场6次。
杉冈大晖是日本U23足球代表队主力边后卫，2019年夏天入选日本国家足球队参加2019年美洲杯，在对阵智利的比赛中亮相。

## 外部連結
- （日語）J.League Data Site （页面存档备份，存于）
- 杉岡大暉 – FIFA國際賽競賽紀錄 (存檔)（英文）
- 日本職業足球聯賽中的杉岡大暉 （日語）
- プロフィール （页面存档备份，存于） - Jリーグ
- プロフィール （页面存档备份，存于） - 日本サッカー協会
- プロフィール （页面存档备份，存于） - 湘南ベルマーレ
- Jクラブ注目の市立船橋DF杉岡大暉選手が語る“キャプテン”としての役割 (1/5) （页面存档备份，存于） , (2/5) （页面存档备份，存于） , (3/5) （页面存档备份，存于） , (4/5) （页面存档备份，存于） , (5/5) （页面存档备份，存于） - ジュニアサッカーを応援しよう! (2016年7月22日)